# Ceropegia arnottiana
Ceropegia arnottiana är en oleanderväxtart som beskrevs av Robert Wight. Ceropegia arnottiana ingår i släktet Ceropegia och familjen oleanderväxter. Inga underarter finns listade i Catalogue of Life.